# Bandera de la Coma i la Pedra
La bandera oficial de la Coma i la Pedra té la següent descripció:
Bandera apaïsada de proporcions dos dalt per tres de llarg, vermella, amb la creu plena patent blanca de l'escut, els braços de la qual de gruix 1/6 de l'alçària del drap, i amb dos cards de tres flors al centre de cada quarter inferior.
Va ser aprovada el 2 d'abril de 1993 i publicada en el DOGC el 23 d'abril del mateix any amb el número 1736.